# Churchill Babington
Churchill Babington (11 de març de 1821 – 12 de gener de 1889) va ser un escolàstic, arqueòleg, micòleg i botànic anglès, nascut a Rothley Tremp, Leicestershire.
Va ser primerament educat pel seu pare, Matthew Drake Babington, i després formalment amb Charles Wycliffe Goodwin, l'orientalista i arqueòleg, i després entrant al St John's College (Cambridge) l'any 1839 per graduar-se l'any 1843, setè en primera classe de clàssics i sènior optime. L'any 1845 obté el "Premi Hulsean" pel seu assaig The Influence of Christianity in promoting the Abolition of Slavery in Europe. L'any següent 1846 és triat per a una beca religiosa, i obté el grau de M.A. el 1846 i de D.D. el 1879. De 1848 a 1861 és vicari de Horningsea, prop de Cambridge, i de 1866 fins al seu decés serà vicari de Cockfield a Suffolk. De 1865 a 1880 va ser titular del Disney Professorship of Archaeology (Professorat Disney d'Arqueologia) a Cambridge. A les seves classes, s'il·lustrava amb les seves pròpies col·leccions de monedes i de gots, admirant els objectes d'art de ceràmica grega, romana i la numismàtica.
Babington va escriure sobre una varietat d'objectes. La seva primerenca familiaritat amb la vida del país, li va produir forta passió per la història natural, especialment amb la botànica i l'ornitologia; sent també una autoritat en conquiliologia. Va ser autor de part dels apèndixs de botànica i d'ornitologia en: History and Antiquities of Charnwood Forest de Potter (1842); Character of the Clergy de Macaulay (1849), la defensa dels clergues del s. XVII, que va rebre l'aprovació de Gladstone. També va bregar per la editio princeps de les dites de Hipérides Vs. Demóstenes (1850), On Behalf of Lycophron and Euxenippus (1868), i el seu Funeral Oration (1858). Aquesta edició de les dites provenien de papirs descoberts a Tebas (Egipte) de 1847 a 1856, atorgant-li a Babington la fama com un escolàstic de l'Antiga Grècia.
L'any 1855 publicà una edició de Benefizio della Morte di Cristo, formidable text del període de la Reforma, atribuït a Paleario, i de qui havien estat destruïdes les còpies per la Inquisició. La seva edició va ser facsímil de la editio princeps publicada a Venècia en 1543, amb una Introducció i versions en francès i en anglès. També va editar els dos primers volums de Higden: Polychronicon (1858) i de bisbe Pecock: Represser of Overmuch Blaming of the Clergy (1860); Introductory Lecture on Archaeology (1865); Roman Antiquities found at Rougham (1872); Catalogue of Birds of Suffolk (1884-1886); Flora of Suffolk (amb W.M. Hind, 1889), etc. A més va catalogar els clàssics manuscrits de la Biblioteca de la Universitat, i les monedes gregues i angleses del Fitzwilliam Museum.